# Kvíčovice
Kvíčovice (německy Kwitschowitz) jsou obec v okrese Plzeň-jih v Plzeňském kraji. Žije v ní 462 obyvatel. Podél jižního okraje vesnice protéká potok Chuchla, který se u východní hranici katastrálního území Kvíčovice vlévá do Radbuzy.

## Historie
První písemná zmínka o vesnici pochází z roku 1379.

## Obyvatelstvo
| Rok            | 1869 | 1880 | 1890 | 1900 | 1910 | 1921 | 1930 | 1950 | 1961 | 1970 | 1980 | 1991 | 2001 | 2011 | 2021 |
| -------------- | ---- | ---- | ---- | ---- | ---- | ---- | ---- | ---- | ---- | ---- | ---- | ---- | ---- | ---- | ---- |
| Počet obyvatel | 293  | 324  | 335  | 362  | 472  | 521  | 540  | 414  | 412  | 376  | 356  | 368  | 335  | 357  | 425  |
| Počet domů     | 48   | 50   | 52   | 60   | 73   | 85   | 101  | 106  | 100  | 97   | 96   | 104  | 107  | 119  | 145  |

## Obecní správa
Mezi lety 1850–1984 Kvíčovice byly obcí v okrese Horšovský Týn (v letech 1850–1910 Horšův Týn) (1921–1930), posléze v okrese Stod (1950) a později v okrese Domažlice. Od 1. července 1984 do 23. listopadu 1990 patřily jako část města k Holýšovu a od 24. listopadu 1990 jsou opět samostatnou obcí. Do konce roku 2020 spadaly Kvíčovice do okresu Domažlice, od začátku roku 2021 jsou součástí okresu Plzeň-jih. V letech 1850–1920 a od 1. května 1980 do 30. června 1984 k obci patřil Neuměř, v letech 1960–1984 Štichov a od 1. května 1980 do 30. června 1984 také Všekary.

### Obecní symboly
Znak a vlajka byly obci uděleny rozhodnutím předsedkyně Poslanecké sněmovny Parlamentu České republiky dne 24. února 2011.

## Pamětihodnosti
- Kaplička na návsi
- Rozhledna nad rybníkem
- Opravený řopík nad rybníkem

## Rodáci
- Štěpánka Haničincová (1931–1999), česká herečka, scenáristka a televizní moderátorka

## Galerie

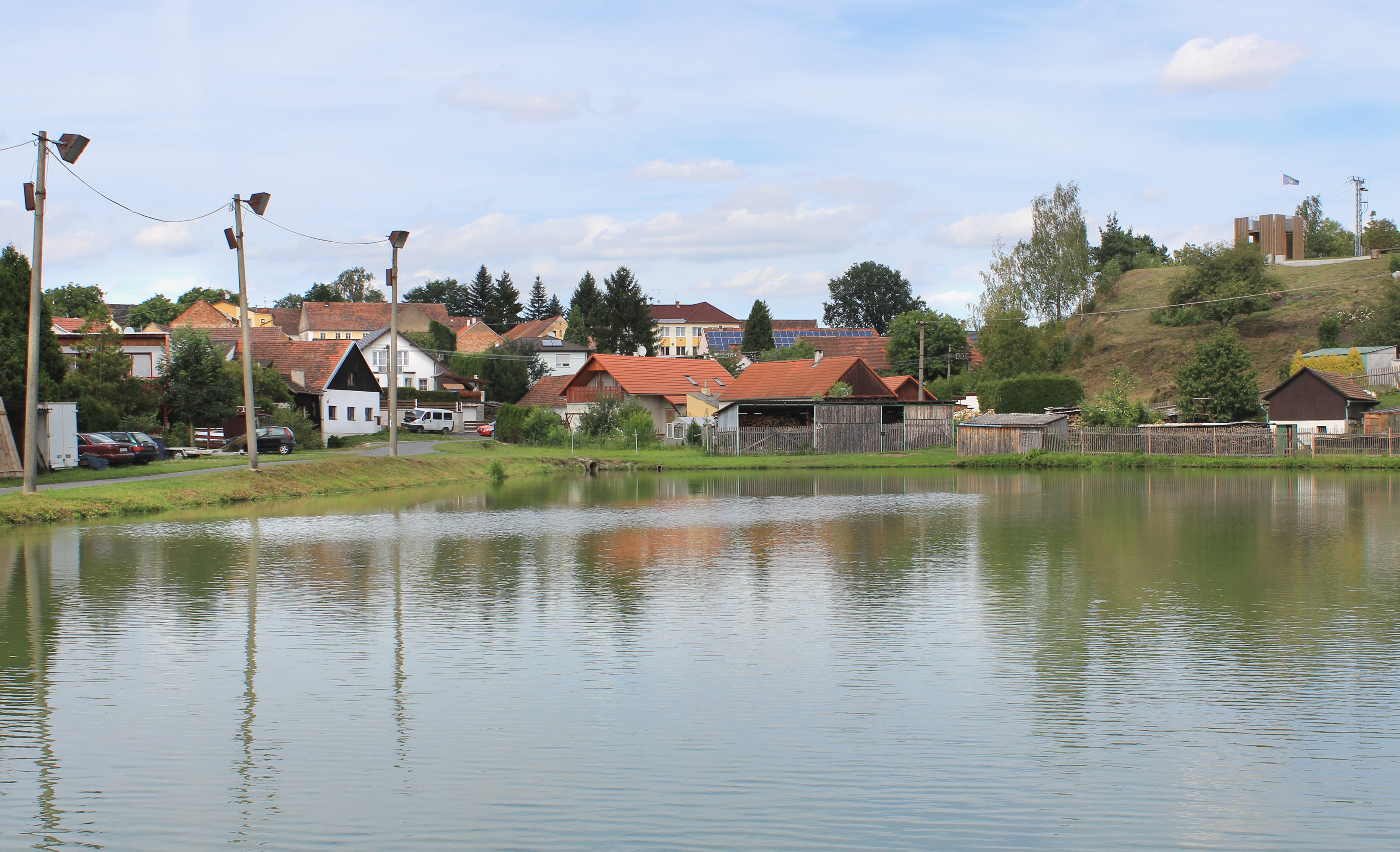
Návesní rybník
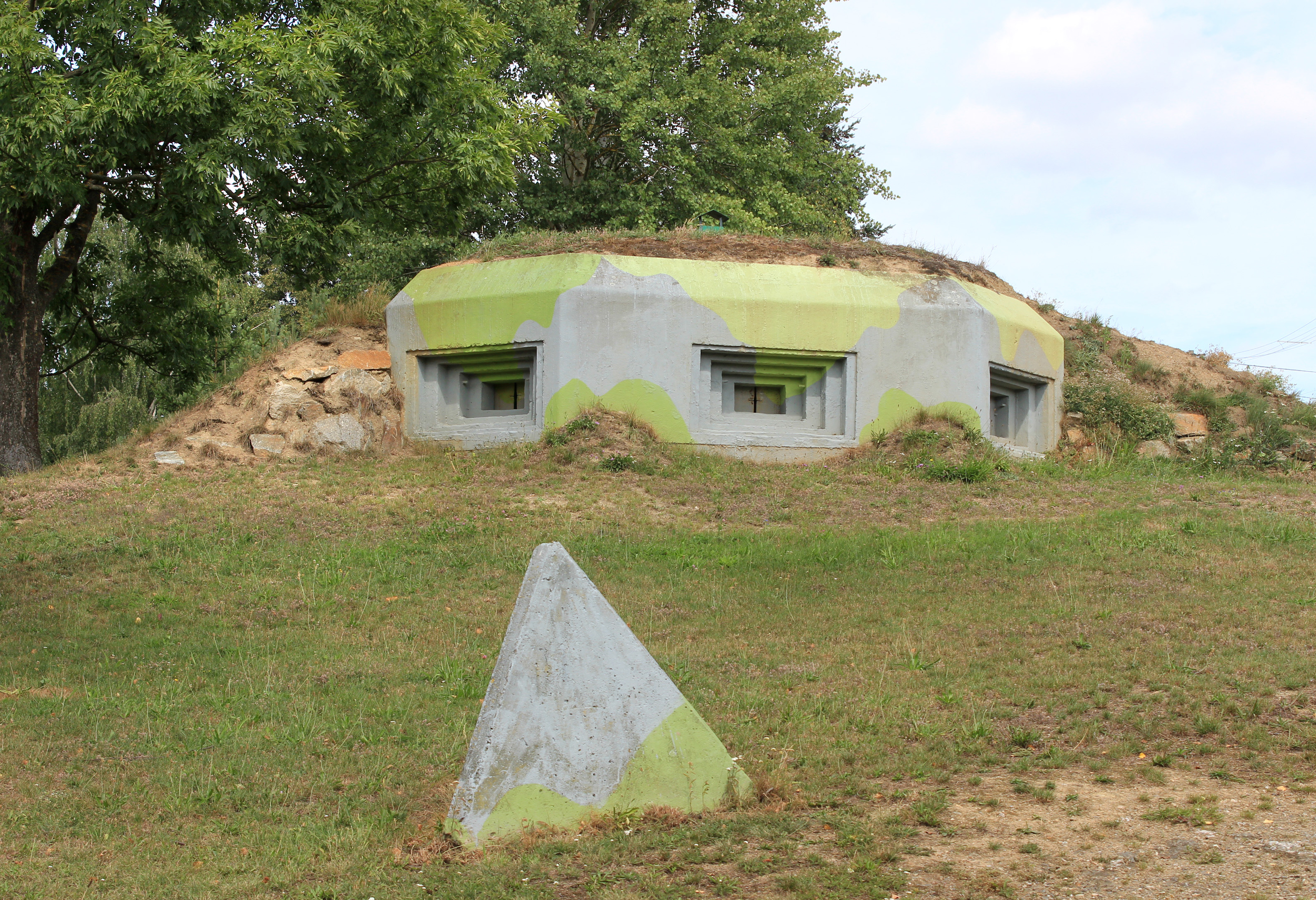
Opravený pěchotní srub
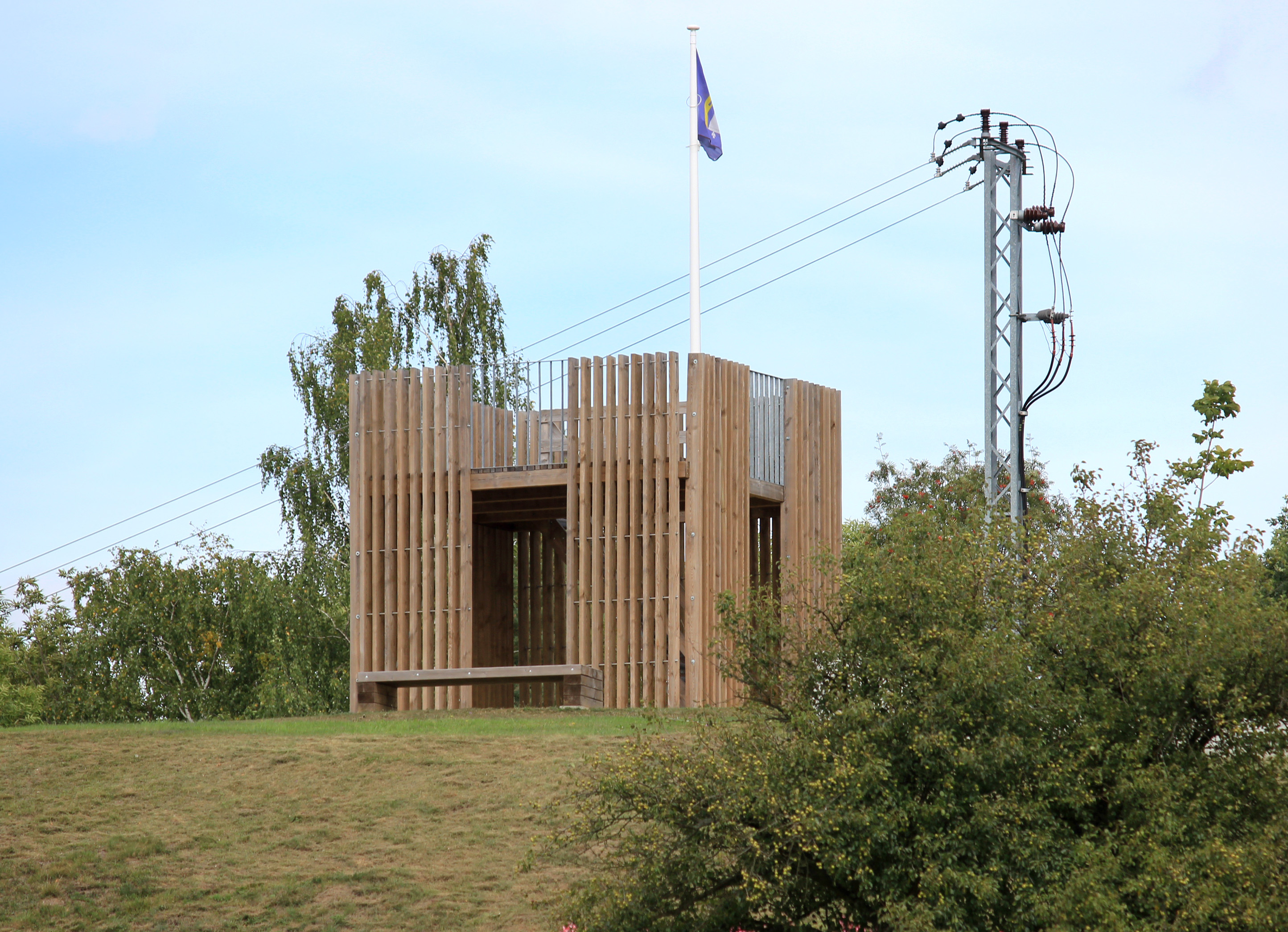
Vyhlídka nad rybníkem